# Adama Sawadogo
Adama Sawadogo (* 20. Januar 1990) ist ein Fußballspieler aus dem westafrikanischen Staat Burkina Faso.

## Karriere
Der Torwart spielte zu Karrierebeginn bei ASFA-Yennenga Ouagadougou in der burkinischen Hauptstadt. 2010 wechselte er nach Gabun zum Missile FC.
Er bestritt bisher ein Testspiel (am 12. August 2009 gegen Mali) für die burkinische Fußballnationalmannschaft und stand im Kader für die Afrikameisterschaften 2010 und 2012.